# Anthony Goldwire
Anthony Goldwire (ur. 6 września 1971 w West Palm Beach) – amerykański koszykarz, występujący na pozycji rozgrywającego, po zakończeniu kariery zawodniczej trener koszykarski.

## Osiągnięcia
Na podstawie, o ile nie zaznaczono inaczej.
Drużynowe
- Mistrz CBA (1995, 2003, 2006)
- Wicemistrz Hiszpanii (2000)

Indywidualne
- MVP:
  - CBA (2006)
  - finałów CBA (2006)
- Zaliczony do:
  - I składu CBA (1996, 2004, 2006)
  - II składu debiutantów CBA (1995)
- Uczestnik meczu gwiazd ligi:
  - greckiej (1998)
  - CBA (1996)
  - hiszpańskiej (1999)
- Lider CBA w skuteczności rzutów za 3 punkty (47,3% – 2004)